# 기요하라 쇼헤이
기요하라 쇼헤이(일본어: 清原 翔平, 1987년 6월 25일 ~ )는 일본의 축구 선수이다.

## 구단 경력
그는 2014년부터 2021년까지 J리그의 츠바이겐 가나자와, 세레소 오사카, 도쿠시마 보르티스, SC 사가미하라에서 활동하였다.